# Hotchkiss (Colorado)
Hotchkiss é uma cidade  localizada no estado americano de Colorado, no Condado de Delta.

## Demografia
Segundo o censo americano de 2000, a sua população era de 968 habitantes.
Em 2006, foi estimada uma população de 1087, um aumento de 119 (12.3%).

## Geografia
De acordo com o United States Census Bureau tem uma área de
1,7 km², dos quais 1,7 km² cobertos por terra e 0,0 km² cobertos por água. Hotchkiss localiza-se a aproximadamente 1690 m acima do nível do mar.

## Localidades na vizinhança
O diagrama seguinte representa as localidades num raio de 32 km ao redor de Hotchkiss.